# Петралона
Петралона (грч. Πετράλωνα) је насељено место у општини Нова Пропонтида у периферији Средишња Македонија, Грчка. Према попису из 2021. године било је 316 становника.
Према бугарском географу и историчару, Василу Канчову, у Петралони је 1900. године живело 530 Турака. 
Двадесетих година 20. века турско становништво је принудно исељено у Турску а на њихово место је насељено 48 грчких избегличких породица, којих је на попису из 1928. године било 170. Село се раније звало Телкели Махала.